# Daniel Alejandro Brittes
Daniel Alejandro Brittes (Buenos Aires, 05 de Julho de 1976), conhecido como Alejandro Brittes é um acordeonista, compositor e pesquisador de Chamamé, foi o primeiro acordeonista do gênero musical a tocar na Library of Congress nos Estados Unidos. Considerado pelo The Boston Globe, um dos maiores expoentes do Chamamé contemporâneo. 

## Trajetória
Filho de Correntinos, aos 12 anos começou a estudar acordeão com Nini Flores, formando com apenas 15 anos o seu primeiro grupo musical, com o qual gravou seu primeiro álbum “Por la Senda Chamamecera”. Em 1989, iniciou seus estudos acadêmicos de música na Escola Juan Pedro Esnaola, em Buenos Aires, continuando mais tarde, sua carreira como músico popular.
Em 1996, ganhou como melhor instrumentista do prêmio Cosquín de Oro, sendo sua estreia nacional na praça Próspero Molina no Festival Nacional de Folclore de Cosquín, Córdova, Argentina. No mesmo ano é convidado pelo grupo de rock Los Piojos para gravar o Álbum "3er arco" participando em duas músicas: "Todo Pasa" e “Don’t say tomorrow” e no Lançamento do disco no Estádio Obras Sanitarias e no Micro Estádio de Ferro, Buenos Aires, Argentina gravando novamente com o grupo "Vals Inicial" e “Y quemás” para o álbum “Azul”.
Em 2012, recebeu o convite da Câmara de Comércio Brasil-Argentina de São Paulo, para apresentar um concerto no Memorial da América Latina em São Paulo, Brasil, participando nos shows da cantora Luiza Possi e da Orquestra Heartbreakers.
Em 2014, juntamente com sua produtora Magali de Rossi e a produtora da cantora e compositora Teresa Parodi, María Elvira Grillo Cevey, criaram o Projeto "Caravana Chamamecera" convidando os artistas Elton Saldanha e o grupo "Os Fagundes", formando um projeto de integração entre Brasil e Argentina, realizando mais de 150 shows no país e no exterior.
Em 2019, produziu e participou da turnê “80 anos” do acordeonista Raúl Barboza no Rio Grande do Sul, Santa Catarina e Paraná, Brasil.

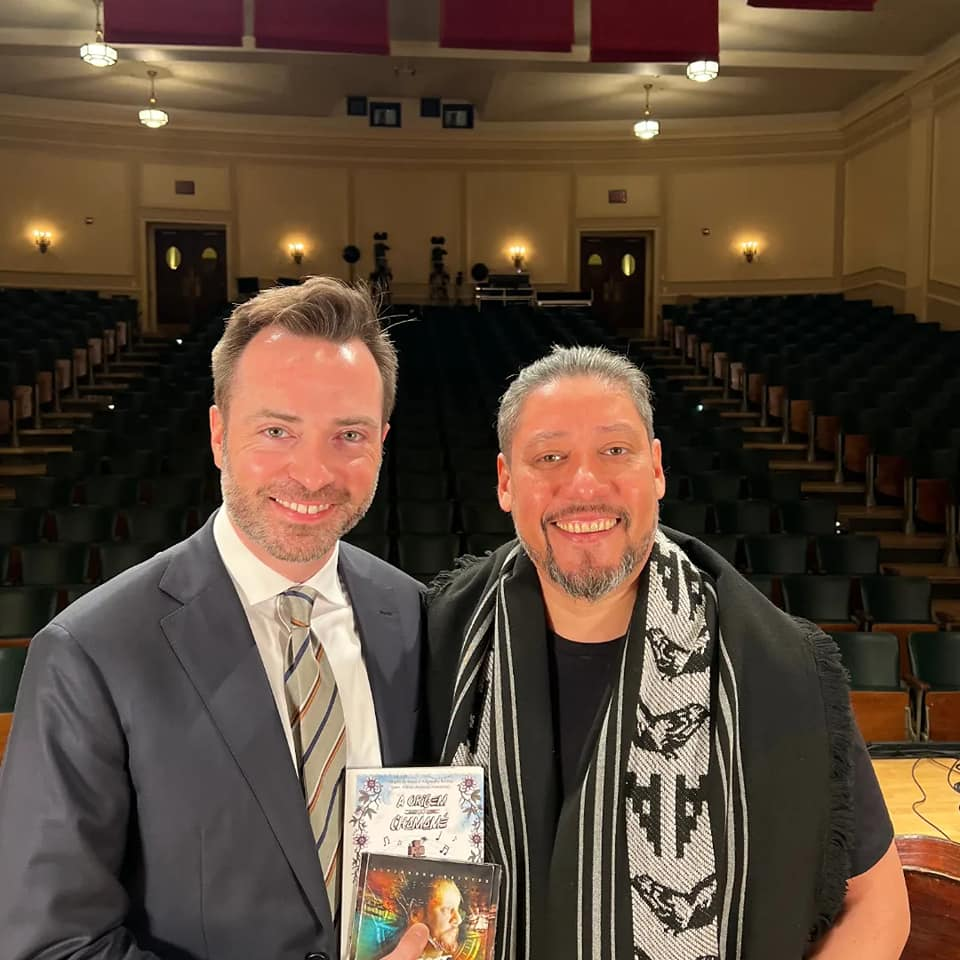
Alejandro Brittes com Douglas Peach, entrega do livro " A origem do Chamamé" e "Album Leste" para Library Of Congress em setembro de 2023 nos Estados Unidos

Em 2021 é convidado, como solista, pela "Orquestra Sinfônica de Campo Grande", Mato Grosso do Sul, no concerto "100 anos de Ástor Piazzola" do projeto "Encontro com a Música Clássica", Brasil. No mesmo ano publicou seu primeiro livro: “A origem do Chamamé – Uma história para ser contada”, em formato físico e e-book, bilíngue; Português e Espanhol, sendo um trabalho de pesquisa antropológica sobre ritmo, em conjunto com a historiadora e produtora Magali de Rossi.
Em julho de 2022, realizou o projeto “Ponto e Pianada – Ponto de Encontro”, junto com o acordeonista Chango Spasiuk, em oito apresentações no Rio Grande do Sul e Santa Catarina. Sendo o principal concerto realizado no Theatro São Pedro, em Porto Alegre, Brasil.
Em setembro de 2022, lançou seu nono álbum autoral, um duplo, intitulado “(L)ESTE”. O disco “A” foi arranjado e adaptado pelo maestro cravista barroco Fernando Cordella, com a participação de uma orquestra de câmara barroca; o disco “B” é composto por chamamés tradicionais.
Em 2023, realizou uma turnê nos Estados Unidos com 20 shows, sendo o primeiro acordeonista de Chamamé a tocar na Library Of Congress no Coolidge Auditorium em Washington, DC.
Em 2024, realizou mais de 50 shows na Costa Oeste dos Estados Unidos. Tocando em locais como Festival de Jazz de San Jose, CA, Cotati Accordion Festival, CA e Richard Nixon Library & Museum, CA.
Em 2025, realizou sua terceira turnê nos Estados Unidos com mais 23 shows, em colaboração com Ensemble Ibérica, Son de Cuerdas e Havana Quartet.
Considerado pelo musicologo Mark Brill  PHD em música pela University of Texas EUA no seu livro Music of Latin America and the Caribbean como um dos três principais acordeonistas do ritmo. junto com Raúl Barboza e Chango Spasiuk.
É membro votante da Academia Latina de Artes e Ciências da Gravação - Grammy Latino (2023). 

## Discografia
1. Por La senda Chamamecera, Alejandro Brittes (1991)
2. A la Luz del Candil, Alejandro Brittes, (1992)
3. Ganadores de Pré Cosquin, Alejandro Brittes,  (1996)
4. Pal’ Taconeo, Alejandro Brittes (1998)
5. Por la misma senda, Alejandro Brittes, (2006)
6. Herencia Chamamecera, Alejandro Brittes, Jorge Toloza e Luiz Santa Cruz (2008)
7. Puro Chamamé, Alejandro Brittes, Luna produções (2010)
8. El Viento y las Hojas, Alejandro Brittes, produção de Magali de Rossi, produção independente, (Brasil, 2013)
9. (L)ESTE[17], Alejandro Brittes, produção executiva de Magali de Rossi, produção independente, (Brasil, 2022)

## Singles
1. Raíces del Alma feat Raúl Barboza (2019)
2. Laberintos (2022)
3. La colorada (2022)
4. Un Mate y la distancia (2022)
5. Maga (2023)
6. Terracota (2023)
7. 15 de Mayo (2023)
8. Agreste Bermejo (2023)
9. El Carau (2024)
10. Nocturno Flores (2025)

## Audiovisual
- DVD “Encontro Internacional de Chamameceros”, produzido por Magali de Rossi, vários músicos (2008)
- “Pindo Hovy”, videoclipe com Raúl Barboza e Nardo Gonzáles, projeto Elo Sul (2020)
- WebDoc (L)ESTE (2022)
- Gravação de três clipes musicais, “Vientos del Este", "Caiboaté" e "El Viento y las hojas" para o Conselho das Américas, Nova Iorque - Estados Unidos, distribuído pela AS/COA (2023).[18]
- Gravação do concerto Alejandro Brittes Quartet: Masters of Chamamé na Library of Congress, Estados Unidos, produduzido pela American Folklive center (2023).[19]

## Livros
- "A Origem do Chamamé – Uma história para ser contada" - DE ROSSI and BRITTES (2021)[20].
- " Sistema González - Método de acordeón de botão" - A. BRITTES (2024).[21]

## Prêmios
- 2022: "Açorianos de música 2022[22]", Melhor arranjo com a música "Vientos del Este", álbum (L)ESTE;

- 1996: Ganhador do Cosquín de Oro como solista instrumental no Festival Nacional de Folklore de Cosquín Argentina